# Gnomidolon cruciferum
Gnomidolon cruciferum es una especie de escarabajo longicornio del género Gnomidolon, categorizada en la tribu Hexoplonini, de la subfamilia Cerambycinae. Fue descrita por Gounelle en 1909.

## Descripción
Mide 5,76-9 mm de longitud.

## Distribución
Se distribuye por Bolivia, Brasil y Perú.